# Петрухина, Татьяна Максимовна
Татьяна Максимовна Петрухина (до замужества Вереина, в первом браке (1953—1957) Каракашьянц; 21 декабря 1925, Курск — 13 октября 2004, Москва) — советская спортсменка и тренер, многократная чемпионка СССР, чемпионка Европы по прыжкам в воду (1954), участница Олимпийских игр (1952, 1956). Мастер спорта СССР по спортивной гимнастике и прыжкам в воду (1954). Заслуженный мастер спорта СССР по прыжкам в воду (1954). Заслуженный тренер СССР (1972).

## Биография
Родилась 21 декабря 1925 года в Курске.
Её первым увлечением была спортивная гимнастика, получила звание мастер спорта СССР по этому виду спорту. В 1947 году начала заниматься прыжками в воду под руководством Серафимы Ефимовой (Блохиной). В течение нескольких лет входила в состав сборной СССР, была участницей Олимпийских игр в Хельсинки (1952) и Мельбурне (1956), где заняла соответственно 6 и 5 место в прыжках с 10 метровой вышки. В 1954 году на дебютном для спортсменов Советского Союза Чемпионате Европы по водным видам спорта в Турине выиграла золотую медаль в прыжках с вышки и вошла в историю как первая советская спортсменка, ставшая чемпионкой Европы в этой дисциплине.
В 1956 году завершила свою спортивную карьеру и перешла к тренерской деятельности. На протяжении многих лет работая в ДЮСШ спортивного общества «Спартак» и будучи тренером сборной СССР и Объединённой команды, подготовила целую плеяду спортсменов международного уровня. Среди её наиболее известных учеников Олимпийский чемпион Владимир Васин (трамплин, 1972), призёры Олимпийских игр Нинель Крутова (трамплин, 1960), Наталья Тимошинина (вышка, 1968), Елена Мирошина (вышка, 1992).
Умерла 13 октября 2004 года в Москве. Похоронена на Николо-Архангельском кладбище.
С 2009 года в Москве проходят всероссийские соревнования по прыжкам в воду памяти Татьяны Петрухиной.

### Семья
Константин Каракашьянц (1921—1971) — муж, советский гимнаст и тренер, тренер сборной СССР по спортивной гимнастике на Олимпийских играх в Хельсинки (1952).

## Награды
- Орден «Знак Почёта» (27.04.1957) — «за успехи, достигнутые в деле развития массового физкультурного движения в стране, повышения мастерства советских спортсменов, и успешное выступление на международных соревнованиях»